# Django & Django (documental)
Django & Django (conocida en Italia como Django & Django - Sergio Corbucci Unchained) es un documental de 2021, dirigido por Luca Rea, que a su vez lo escribió junto a Steve Della Casa, musicalizado por Andrea Guerra, en la fotografía estuvo Andrea Arnone y los protagonistas son Sergio Corbucci, Ruggero Deodato, Franco Nero y Quentin Tarantino. Esta obra fue realizada por Nicomax Cinematografica, R&C Produzioni, Istituto Luce Cinecittà y Greater Fool Media, se estrenó el 8 de septiembre de 2021.

## Sinopsis
Un homenaje al director italiano Sergio Corbucci del decenio de 1960 y a un director actual, Quentin Tarantino, que narra una gran época del cine de Italia con la perceptibilidad de hoy.